# Орден «Базар»
Орден «Базар» — награда Украинской Народной Республики в эмиграции, утверждённая Украинской национальной радой 28 ноября 1970 года и приказом военного министерства УНР № 5 от 10 декабря 1973 года. Из проекта грамоты к ордену известно также его альтернативное название — орден Освобождения Украины.

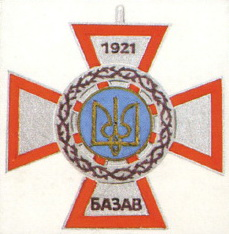
Рисунок ордена "Базар" на буклете немецкой фирмы "Дешлер и сын" (нем. "Dashler und Sohn"), которая взялась изготавливать награду, (1979 год). Если приглядеться, на рисунке можно найти опечатку фирмы. В слове Базар вместо буквы Р написана буква В.

Орденом предполагалось награждать участников Второго Зимнего похода армии УНР. Таким образом, орден продолжал традицию ордена «Железный крест», которым награждались участники Первого Зимнего похода.
Второй зимний поход, проходивший в ноябре 1921 года, закончился 17 числа катастрофическим разгромом Волынской группы Армии УНР в районе местечка Базар (ныне находится на территории Житомирской области Украины). Из примерно 900 бойцов группы в бою, по разным данным, погибло 250—400 человек, 537 человек попало в плен, из них 94 умерло от ран в первые дни, 359 было расстреляно 21 ноября, 84 отправлено в Киев на допрос (часть этой группы позднее также расстреляли). И только 120 бойцам удалось прорваться обратно в Польшу, с территории которой и начался поход.
Инициатором учреждения награды являлся подполковник Павел Сумароков, на тот момент единственный живой участник похода. В 1975 году Сумароков скончался, после чего, казалось, актуальность существования награды сильно снизилась. Несколько лет ещё после этого в украинских эмигрантских кругах продолжалась дискуссия о необходимости изготовления ордена, в частности, предполагалось вручать его посмертно, в связи с чем даже был выпущен соответствующий приказ военного министерства УНР, однако на сегодня не известно ни фактов награждения орденом, ни фактов изготовления хотя бы одного экземпляра.

## Внешний вид
Известно изображение (вероятно эскиза) ордена «Базар» приведённое в буклете мюнхенской ювелирной фирмы «Deschler & Son», выполнявшей в своё время заказы правительства УНР в эмиграции по изготовлению Креста Симона Петлюры и Военного креста. На этом рисунке орден «Базар» имеет вид равноконечного креста с трапецевидными ветвями светло-серого цвета, с красной окантовкой. На верхней ветви обозначена дата — «1921», на нижней слово «БАЗАР», причём вместо буквы «Р» стоит литера «В», что вероятно является ошибкой немецкого художника. На пересечение ветвей креста наложен круглый медальон, его центральная часть голубого цвета с золотистым тризубом окружена светло-серым кольцом с красными вставками, которое в свою очередь окружено более широким кольцом с изображением тернового венца.

## Проект грамоты к ордену
оригинальный текст
Грамота

Іменем Української Народньої Республікі

За активну участь у тяжких бойових діях ДРУГОГО ЗИМОВОГО ПОХОДУ частин діевої Армії УКРАЇНСЬКОЇ НАРОДНЬОЇ РЕСПУБЛІКІ, на терені УКРАЇНИ, від жовтня 25-го до 6-го грудня 1921 року, та за особисту хоробрість, мужність і розспорядливість у бойовому оточенни переважаючих ворожих московсько-окупаційних збройних сил на ВОЛИНИ, в селі МАЛІ-МИНЬКИ, коло м. Б А З А Р.
ПРЕЗИДЕНТ УКРАЇНСЬКОЇ НАРОДНЬОЇ РЕСПУБЛІКІ
надав у нагородному порядку
ОРДЕН ВИЗВОЛЕННЯ УКРАЇНИ
ЗО ВСІМА ПРАВАМИ Й ПРИВІЛЕЯМИ ДЛЯ НЬОГО ОСОБИСТО Й НАЩАДКІВ ЙОГО РОДУ ОРДЕНСЬКИМ СТАТУТОМ ПЕРЕДБАЧЕНИМ.
Видано цю грамоту в 52-гу річницю смерті 359 Старшин, Пидстаршин і Козаків полоненних і розстріляних ворогом під м. Б А З А Р та всіх тих Старшин, Пидстаршин і Вояків, що упали на полі бою під час того ПОХОДУ.
М.п. дня.......Року Божого 197.. ч....
Міністер Війскових Справ
......................................
Начальник Канцеляріі

Міністерства Війскових Справ
..............................................
русский перевод
Грамота

Именем Украинской Народной Республики

За активное участие в тяжёлых боевых действиях ВТОРОГО ЗИМНЕГО ПОХОДА частей действующей Армии УКРАИНСКОЙ НАРОДНОЙ РЕСПУБЛИКИ, на территории УКРАИНЫ, с 25-го октября до 6-го декабря 1921 года, и за личную храбрость, мужество и распорядительность в боевом окружении превосходящих вражеских московско-оккупационных вооружённых сил на ВОЛЫНИ, в селе МАЛЫЕ МИНЬКИ, возле г. Б А З А Р.
ПРЕЗИДЕНТ УКРАИНСКОЙ НАРОДНОЙ РЕСПУБЛИКИ
вручил в наградном порядке ОРДЕН ОСВОБОЖДЕНИЯ УКРАИНЫ
СО ВСЕМИ ПРАВАМИ И ПРИВИЛЕГИЯМИ ДЛЯ НЕГО ЛИЧНО И НАСЛЕДНИКОВ ЕГО РОДА ОРДЕНСКИМ СТАТУТОМ ПРЕДУСМОТРЕННЫМИ.
Выдано эту грамоту в 52-ю годовщину смерти 359 Старшин, Подстаршин и Козаков взятых в плен и расстрелянных врагом под г. Б А З А Р и всех тех Старшин, Подстаршин и Вояков, что пали на поле боя во время того ПОХОДА.
М.п. дня.......Года Божьего 197.. ч....
Министр Военных Дел
..................................
Начальник Канцелярии

Министерства Военных Дел
...........................................